# Густац (Жут)
43° 52′ 22″ N 15° 20′ 05″ E / 43.87278° С; 15.33472° И
Густац је ненасељено острвце у хрватском дијелу Јадранског мора. Налази се у Корнатском архипелагу 0,8 km источно од средњега дијела острва Жут, пред улазом у залив Хиљача, у којем се нлази повремено насељен заселак Пристанишће. Његова површина износи 0,198 km², док дужина обалске линије износи 1,78 km. Највиши врх је висок 45 m. Грађен је од кречњака кредне старости. Административно припада општини Муртер-Корнати у Шибенско-книнској жупанији.